# Symphonie no 2 de Bruckner
Pour les articles homonymes, voir Symphonie no 2.
La Deuxième symphonie en ut mineur d’Anton Bruckner (WAB 102), surnommée Symphonie de la Haute-Autriche par le biographe August Göllerich ou Symphonie des Pauses, a été composée en 1872. C'était la quatrième symphonie du compositeur, après la Symphonie en fa mineur de 1863, la Symphonie no 1 en ut mineur de 1866 et la Symphonie en ré mineur de 1869.

## Historique
Esquissée en octobre 1871, la symphonie fut achevée en septembre 1872 à Saint-Florian,,.
Dans la même tonalité que la première symphonie, la Deuxième Symphonie constitue un jalon dans la conception des symphonies de Bruckner. Quoiqu'il avait dès 1862 déjà composé des symphonies en forme sonate avec trois thèmes, il élargit en 1872 leur présentation et développement, et établit ainsi le cadre qu'il utilisera systématiquement dans ses symphonies ultérieures. Par ailleurs, l'Adagio de cette symphonie est en forme lied ABA’B’A’’ suivie par une coda – forme qu'il utilisera dans ses symphonies ultérieures, à l'exception de la Sixième.
Liszt, à qui la symphonie fut initialement dédiée, s'en montra fort « enthousiasmé » et s'efforça aussitôt, mais en vain, de la faire jouer. La symphonie devait initialement être exécutée par la philharmonie de Vienne sous la baguette de Otto Dessoff. Cette exécution n'eut cependant pas lieu, car Dessoff et les exécutants la considérèrent impossible à exécuter. La deuxième symphonie est la seule symphonie numérotée de Bruckner sans dédicace, car Liszt en rejeta la dédicace et Richard Wagner choisit la Symphonie no 3 en ré mineur lorsque les deux symphonies lui furent présentées.
La création (version révisée de 1873) eut finalement lieu le 26 octobre 1873 à Vienne, sous la direction du compositeur. Des remaniements ultérieurs eurent lieu en 1876 et 1877. Avec quelques modifications de détail supplémentaires l'œuvre a été publiée en 1892.

## Versions et éditions

### Version de 1872
Cette première version de la symphonie, éditée par William Carragan sous les auspices de la Société internationale Bruckner, a été publiée en 2005. Dans cette version le Scherzo est placé en deuxième position. Dans la notice de son enregistrement Georg Tintner écrit que « la manie de Bruckner de réviser porte parfois des fruits … [mais que dans le cas de] la deuxième et troisième, la première version me semble la meilleure. »
variante de 1873
Bruckner fit des ajustements en préparation de la première de 1873.
- Premier mouvement : Le rythme des trombones est adapté à celui des trompettes aux mesures 129-135 et 446-452.
- Adagio : Dans la cinquième partie un solo de violon est ajouté à partir de la mesure 150. Durant une des répétitions, le soliste Heinz Haunold dit à Carragan que « le solo de violon à ce moment du mouvement empêche la survenue du crescendo de l'orchestre vers le climax … mais constitue aussi un piège périlleux pour les exécutants de la symphonie[10],[11] »The violin solo … in duple quarters and duple eighths, … together with the rhythmic complexities already caused by the shift from sextuplets to quintuplets in the first violins, … must have created an amazingly detailed sound – not to say an impenetrable musical fog.
Traduction : Le solo de violon … en doublets de noires et de croches, … en même temps que les complexités rythmiques déjà causées par le passage de sextolets en quintolets aux premiers violons, … ont dû générer une sonorité incroyablement détaillée – pour ne pas dire un brouillard musical impénétrable[10].Dans la coda, le solo de cor, jugé injouable par le corniste, est replacé par la première clarinette et les altos.
- Scherzo : Les répétitions sont supprimées.
- Finale : Un « passage très dissonant du développement »[8], qui inclut à un point une surprenante alternance de courtes note aux altos et d'accords en pizzicato aux autres cordes, est supprimé. Ces « aventureuses mesures » 305-360 sont remplacées par un « charmant Neuer Satz » (nouveau passage) de 24 mesures[12].
Dans la péroraison, un quatrième trombone est ajouté pour renforcer les contrebasses.

variante de 1876
En 1876, Bruckner fit quelques changements supplémentaires en préparation de la deuxième exécution, qui a eu lieu le 20 février 1876 dans la Musikvereinsaal, sous la direction de Bruckner.
Pour l’exécution de 1876, les deuxième et troisième mouvements ne sont pas modifiés : le solo de violon de l’Adagio est conservé et les reprises internes du Scherzo restent supprimées. Dans le premier mouvement, une coupure est faite dans la coda. Dans le Finale, la fantaisie sur le deuxième thème suivant le « Neuer Satz » est rendue plus concise, une coupure est également faite dans la coda, la péroraison est recomposée et le trombone additionnel est supprimé.

### Version de 1877
Bruckner raya la seconde moitié de la deuxième partie du mouvement lent, jugée trop difficile pour le solo de cor – avec, comme résultat, un déséquilibre dans la structure du mouvement, et réorchestra la cinquième partie. Il fit aussi des coupures additionnelles dans le premier mouvement et le Finale, et remplaça le « Neuer Satz » par un nouveau passage de 18 mesures.
- L'édition Haas de 1938 est basée sur la version 1877, avec, cependant, des éléments de la première version.
- L'édition Nowak de 1965 contient encore des résidus de la « version mixte » de Haas - notamment une erreur dans la partie des trompettes à la fin du premier mouvement[13] : After a bit of discussion, Hofrat Nowak asked me to prepare a new edition of the symphony for the Collected Edition, knowing, as many others did as well, that he had not dealt fully with the problems of the Haas edition in 1965.[10]
Traduction : Après quelque discussion, le directeur Nowak me demanda de préparer une nouvelle édition de la symphonie pour la Gesamtausgabe, étant conscient du fait, comme beaucoup d'autres le savaient par ailleurs, qu'il n'avait pas pu en 1965 résoudre complètement les problèmes de l'édition Haas.
- L'édition Carragan de 2007 est une édition critique de la version 1877[14].

Dans cette réédition Carragan met la seconde moitié de la deuxième partie du mouvement lent (mesures 48-69) en optionnel.In my edition of the Second I kept that music in the score, and borrowing from Haas marked it with a “vide”, to be retained at the conductor’s option. In the preface I point out that if the pure 1877 version of the symphony is desired, the cut must be made, but some conductors are keeping the music and in my opinion as a listener, the effect is better.
Traduction : Dans mon édition de la Deuxième Symphonie j'ai conservé ce passage dans la partition, et l'ai marqué comme l'avait fait Haas avec un “vide”, laissant l'option à la discrétion du dirigeant. Dans la préface je note que, si on veut la version 1877 de la symphonie à l'état pur, il faut éliminer ce passage, mais quelques dirigeants le conservent et, en tant qu'auditeur, je trouve que le résultat est meilleur.
édition de 1892
Cette première édition de la symphonie, préparée par Cyrill Hynais, fut longtemps considérée comme inauthentique, mais Carragan a montré qu'elle était quasi identique à la version 1877. Cette première édition fut exécutée le 25 novembre 1894 par l'Orchestre philharmonique de Vienne sous la direction de Hans Richter.

## Analyse
Effectif orchestral : 2 flûtes, 2 hautbois, 2 clarinettes, 2 bassons ; 4 cors, 2 trompettes, 3 trombones ; timbales ; les cordes.
Les quatre mouvements (version initiale de 1872) sont Allegro, Scherzo, Adagio et Finale. Durée d'exécution : 60 minutes environ.

### 1. Allegro
Indiqué Ziemlich schnell ("assez vite") : c'est sur un trémolando de sextolets, sur accords d'ut mineur (violons et altos), que se fait entendre le thème principal confié aux violoncelles ; mélodie prégnante, sur de brefs appels de cors. La trompette soulignera un rythme brucknérien typique "2 + 3" (qu'on retrouvera entre autres dans les sixième et huitième symphonies), pointé sur la note ut ; et le thème, harmoniquement enrichi, subira quelques transformations avant de s'éteindre dans un pianissimo des clarinettes, des bassons et des cors. Trois légers battements de timbale : une pause générale précède l'énoncé d'un second thème superbement chantant, à nouveau par les violoncelles, dans la tonalité de mi bémol majeur (relatif de l'ut mineur initial). Bref crescendo, avant un autre appel des cors ; puis la mélodie calme, intériorisée, du troisième thème (flûtes, clarinettes et hautbois), - sujet lui aussi à plusieurs transformations. De nouveau, une pause de l'orchestre : un solo de cor introduit le développement dont s'accuse la dimension épique. Lors de la réexposition, les violoncelles proposent encore le thème principal ; retour des autres thèmes selon leur présentation initiale, avant un nouveau silence que brise la coda - dans le tempo primo - conclue par un tutti héroïque d'ut mineur, que scandent rythmiquement les trompettes.
Ce mouvement sera indiqué Moderato en 1877.

### 2. Scherzo
Rythmé à 3/4, très terrestre, "terrien", - tandis que le charmant trio prend l'allure d'un Ländler parfois rêveur (les altos, puis seconds violons, clarinettes et violoncelles). Ensuite reprise du Scherzo, suivie d'une puissante coda, comme dans la première symphonie, la version de 1877 de la troisième symphonie et la première version de la quatrième symphonie.
Ce mouvement sera placé en troisième position dans les versions ultérieures. Il sera indiqué Mäßig schnell ("modérément rapide") en 1877.

### 3. Adagio
En forme lied en 5 parties (ABA'B'A’’), il est une illustration parfaite de la manière dont Bruckner élabore un mouvement de symphonie en nourrissant le matériau thématique de figurations mélodiques et harmoniques. Ton méditatif du thème principal aux premiers violons, - repris par les autres cordes. Belle idée secondaire au hautbois. Le cor solo amène un nouveau thème d'une grande expressivité, - tel un choral ponctué par le pizzicato des cordes. Ce thème est habilement combiné avec le premier par l'entremise d'un solo de basson. Bref et calme intermède des cordes, avant une réminiscence du Bénédictus de la Messe en fa mineur, crée la même année - 1872 - que l'achèvement de la présente symphonie : In nomine Domini, - citation orchestrale quasi textuelle du chant à la gloire de Dieu... Tout s'évanouira dans l'extrême douceur - triple piano - avec le solo de cor, jugé injouable par les musiciens de l'époque et remplacé par une clarinette et les altos lors de la première de 1873, les cordes jouant avec sourdines.
Ce mouvement sera placé en deuxième position dans les versions ultérieures. Il deviendra un Andante, indiqué Feierlich, etwas bewegt ("solennel, un peu animé"), en 1877.

### 4. Finale
En 3/4, et en ut mineur, le finale est construit, comme l' Allegro initial, sur trois thèmes. Les deux mouvements entretiennent d'ailleurs des relations thématiques marquées, en particulier par la résurgence d'un ostinato dérivé du thème inaugurale de l'œuvre ; ce thème lui-même reparaît au cours du développement, et figurera dans la coda. La base rythmique constitue un autre élément d'unification, notamment dans la péroraison finale. De même remarquera-t-on les transformations tonales parentes de celles du mouvement introductif : au la bémol majeur de départ se substitue, avec le second thème, un la majeur qui évoluera vers mi bémol..., avant la conclusion en ut majeur. C'est donc un semblable souci d'organisation, parfois un peu voyant, - avec, cette fois, deux citations du Kyrie de la Messe en fa mineur - qui a présidé à l'architecture de ce dernier mouvement ; par là même de l'œuvre entière. On regrettera seulement certain "fouillis" de la thématique, trop riche sans doute, et trop fragmentée, - donnant à penser que le compositeur malgré la rigueur de ses intentions, n'a pas complètement dominé leur traduction musicale.
Il sera indiqué Mehr schnell ("plus rapide") en 1877.

## Discographie
La Deuxième symphonie - symphonie de transition, comme la deuxième symphonie de Beethoven - ne jouit pas de la même audience que ses cadettes, ni même que son aînée.

### Version 1872
Premier enregistrement de cette version : Kurt Eichhorn avec l'Orchestre Bruckner de Linz -  Camerata CD 15CM-379 et 30CM-195, 1991 - utilisant une édition avant-tirage
Quelques enregistrements les plus récents sont aussi basés sur la version originale de 1872, notamment :
- Georg Tintner avec l'orchestre symphonique national d'Irlande - Naxos CD 8.554006, 1996 - utilisant une édition avant-tirage
- Simone Young avec la Philharmonie de Hambourg - BMG SACD BVCO37439, 2006
- Ricardo Chailly avec l'orchestre du Gewandhaus de Leipzig - Harvest Classics HC-06153, 2007
- Marcus Bosch avec l'orchestre symphonique d'Aix la Chapelle - Coviello Classics SACD COV 31015, 2010
- Gerd Schaller avec la Philharmonie Festiva, Profil PH 12022, 2011 (Live)
- Rémy Ballot avec l'Altomonte Orchestra Saint Florian, Gramola Hybrid SACD 99211, 2019

#### Variante de 1873
Cette version intermédiaire a été également enregistrée par Kurt Eichhorn en 1991 : Camerata CD 30CM-196.

#### Variante de 1876
Un enregistrement composite de cette version intermédiaire a été réalisé en 2007 par William Carragan et John Berky à partir des trois enregistrements Camerata (15CM-380, 30CM-195 et 30CM-196) de Kurt Eichhorn : CD abruckner.com BSVD-0103

### Version 1877

#### ÉditionHaas(1938)
Les enregistrements les plus anciens, mais également celui Ricardo Chailly avec l'Orchestre royal du Concertgebouw d'Amsterdam en 1991 et ceux de Bernard Haitink, sont basés sur cette édition, considérée comme inauthentique par Nowak.

#### ÉditionNowak(1965)
Les enregistrements plus récents sont basés en général sur cette édition, notamment :
- Eugen Jochum avec l'Orchestre symphonique de la Radiodiffusion bavaroise - DG CD 429 079-2, 1966
- Carlo Maria Giulini avec les Wiener Symphoniker - Japan EMI CD TOCE-3394, 1974
- Herbert von Karajan avec l'Orchestre philharmonique de Berlin - DG CD 415 988-2, 1981
- Eliahu Inbal avec l'orchestre symphonique de la radio de Francfort - Teldec CD 243 718-2, 1988

#### Réédition critique deCarragan(2007)
Un premier enregistrement utilisant une édition avant-tirage a eu lieu en 1997 par Daniel Barenboim avec la Philharmonie de Berlin - Teldec CD 3984 21485-2.
Quelques enregistrements récents utilisent cette réédition:
- Paavo Järvi avec l'Orchestre symphonique de la Radio de Francfort - Sony SACD SICC 10218, 2011
NB : dans la coda de l'adagio la clarinette est remplacée par un cor[15]
- Mario Venzago avec la Northern Sinfonia - CPO 777 735-2, 2011
- Daniel Barenboïm avec la Staatskapelle de Berlin - DG Set 479 6985, 2012
- Marek Janowski avec l'Orchestre de la Suisse romande - Pentatone Classics SACD PTC 5186 448, 2012

#### Édition de 1892
Il existe quelques enregistrement de cette première édition :
- Hermann Scherchen avec l'Orchestre symphonique de Toronto - Disco Archivia CD DA-095, 1965 – avec une large coupure (mesures 388-512) dans le finale
- Cristian Mandeal avec l'Orchestre philharmonique de Cluj-Napoca - Electrecord LP ST-ECE 02731/32/33, 1984
- Hun-Joung Lim avec l'Orchestre symphonique de Corée - Decca CD Set DD 41143, 2016